# Gelinkaya
Gelinkaya ist eine Kleinstadt im Landkreis Midyat der türkischen Provinz Mardin. Gelinkaya liegt etwa 61 km nordöstlich der Provinzhauptstadt Mardin und 9 km westlich von Midyat. Gelinkaya hatte laut der letzten Volkszählung 5.738 Einwohner (Stand Ende Dezember 2009).